# Straßenlauf-Länderkampf der Männer 1984 Schweiz – BR Deutschland – Frankreich – Italien – Niederlande
| 13. Leichtathletik-Länderkampf mit bundesdeutscher Beteiligung 1984                                          | 13. Leichtathletik-Länderkampf mit bundesdeutscher Beteiligung 1984 |
| --- | ------------------------------------------------------------------- |
| |                                                                     |
| Straßenlaufvergleich der Männer: Schweiz – BR Deutschland – Frankreich – Italien A – Italien B – Niederlande |                                                                     |
| Austragungsort                                                                                               | Obergerlafingen                                                     |
| Wettbewerbe                                                                                                  | 1                                                                   |
| Datum | 7. Juli                                                             |
| 1. ITA A 2. ITA B 3. FRG 4. SUI 5. NLD 6. FRA                                                                | Pzf. 23 Pzf. 37 Pzf. 48 Pzf. 75 Pzf. 84 Pzf. 85                     |
| Chronik |                                                                     |
| ← FRG-FRA/FRG-POL/ 00FRG-CSK (F)                                                                             | SUI-FRG-FRA-ITA-NLD00 Str'lauf (F) →                                |

Im dreizehnten Vergleich des Länderkampfjahres 1984 fand wieder eine Begegnung der Straßenläufer unter Beteiligung mehrerer Länder statt. Begonnen hatte dieser inzwischen traditionelle Vergleich mit den drei Ländern Schweiz, Bundesrepublik Deutschland und Niederlande. 1981 war er erweitert worden durch die Teilnahme von Italien und Österreich. 1982 kam als sechster Teilnehmer noch Frankreich hinzu. 1983 nahm anstelle von Österreich ein Team aus Belgien teil. In diesem Jahr trafen sich neben der Bundesrepublik Deutschland die Schweiz, Frankreich, Italien und die Niederlande, wobei die starken Italiener mit einem A- und einem B-Team vertreten waren. Gastgeber am 7. Juli war die Schweizer Stadt Obergerlafingen im Kanton Solothurn. Neunzehn Mal hatte es dieses Aufeinandertreffen als Dreiländerkampf gegeben. In den ersten elf Begegnungen hatten immer die bundesdeutschen Läufer vorne gelegen, doch von 1974 bis 1977 hatte sich vier Mal in Folge das Team aus der Schweiz vor der bundesdeutschen Mannschaft durchgesetzt. 1978 war diese Serie durch den zwölften Sieg des bundesdeutschen Teams gestoppt worden. 1979 hatten die niederländischen Läufer ihren ersten Sieg in diesen Länderkämpfen feiern können. 1980 hatte mit dem insgesamt dreizehnten Erfolg in dieser Serie erneut das bundesdeutsche Team vorn gelegen und in den letzten drei Jahren hatte sich immer Neuling Italien durchgesetzt.
Wie die Männer traten die bundesdeutschen Leichtathletinnen dabei in getrennter Wertung gegen Frankreich, Polen und die Tschechoslowakei an.

## Modus
Die übliche Streckenlänge des Rennens hatte mit Ausnahmen von 1981 bei dreißig Kilometer gelegen. Diesmal wurde ein Straßenlauf über 25 Kilometer ausgetragen. Jede Nation stellte maximal sechs Läufer, von denen die vier Besten über die Platzziffer gewertet wurden.

## Ergebnis
In der Einzelwertung siegte ein niederländischer vor einem bundesdeutschen Läufer. Auf den Plätzen drei bis acht folgten sechs Italiener, darunter vier aus dem A-Team. In der Endabrechnung kam die italienische Mannschaft mit Platzziffer 23 zu ihrem vierten Sieg in Folge. Platz zwei belegte das B-Team aus Italien mit Pzf. 37 vor der Bundesrepublik Deutschland (Pzf. 48) und der Schweiz (Pzf. 75). Fünfter und Sechster wurden die Niederlande (Pzf. 82) und Frankreich (Pzf. 85).
Leider finden sich keine Angaben über die komplette Ergebnisliste. Aufgeführt sind die Läufer auf den Plätzen eins bis fünfzehn sowie alle weiteren bundesdeutschen Sportler.

## Resultat

### 25-km-Straßenlauf
| Platz | Athlet           | Land  | Zeit (h) |
| ----- | ---------------- | ----- | -------- |
| 01    | Cor Lambregts    | NLD   | 1:16:13  |
| 02    | Ralf Salzmann    | FRG   | 1:16:21  |
| 03    | Aldo Fantoni     | ITA B | 1:16:46  |
| 04    | Marco Marchei    | ITA A | 1:17:14  |
| 05    | Vito Basiliana   | ITA A | 1:17:20  |
| 06    | Gelindo Bordin   | ITA A | 1:17:46  |
| 07    | Rosavio Lopresti | ITA B | 1:17:56  |
| 08    | Armando Scozzari | ITA A | 1:17:56  |
| 09    | Bernard Bobes    | FRA   | 1:18:09  |
| 10    | Giuseppe Denti   | ITA B | 1:18:19  |
| 11    | Josef Wyss       | SUI   | 1:18:25  |
| 12    | Reinhard Leibold | FRG   | 1:18:39  |
| 13    | Bruno Lafranchi  | SUI   | 1:18:40  |
| 14    | Jürgen Dächert   | FRG   | 1:18:45  |
| 15    | Alfio Ciceri     | ITA B | 1:18:49  |
| 000…  |                  |       |          |
| 17    | Herbert Steffny  | FRG   | 1:19:07  |
| 28    | Ingo Sensburg    | FRG   | 1:21:02  |
| 000…  |                  |       |          |